# Stactobia nielseni
Stactobia nielseni är en nattsländeart som beskrevs av Schmid 1959. Stactobia nielseni ingår i släktet Stactobia och familjen smånattsländor. Inga underarter finns listade i Catalogue of Life.